# Anna Jermolaewa
Anna Jermolaewa (ros. Анна Ермолаева; ur. 1970 w Leningradzie) – austriacka artystka pochodzenia rosyjskiego, uważana za jedną z najwybitniejszych współczesnych artystek austriackich.

## Życiorys
Urodziła się w 1970 r. w Leningradzie, ale z powodów politycznych w 1989 roku uciekła z Rosji, przez Polskę dostała się do Austrii. W roku 1998 ukończyła studia na Uniwersytecie Wiedeńskim, następnie studiowała na wydziale Malarszwa i Grafyki Akademii Sztuk Pięknych w Wiedniu. W latach 2005–2011 była zatrudniona jako profesor Wyższej Szkoły Projektowania (Staatliche Hochschule für Gestaltung) w Karlsruhe. Jest zdobywczynią wielu nagród państwowych i międzynarodowych. Jej prace przechowują takie muzea, jak np. Stedelijk Museum, Muzeum Wiedeńskie i in. Prace Anny Jermolaewej są wystawiane w całej Europie, m.in. w Rosji, Polsce, Wiedniu, Amsterdamie, Helsinkach. W ostatnich latach tworzy coraz więcej prac krytycznych wobec Rosji.